# Comuna Zădăreni, Arad
Zădăreni (în maghiară: Zádorlak, în germană: Saderlach) este o comună în județul Arad, Banat, România, formată din satele Bodrogu Nou și Zădăreni (reședința).

## Demografie
Componența etnică a comunei Zădăreni
     Români (87,78%)
     Maghiari (1,12%)
     Alte etnii (0,98%)
     Necunoscută (10,12%)
Componența confesională a comunei Zădăreni
     Ortodocși (67,08%)
     Penticostali (12,84%)
     Romano-catolici (2,32%)
     Greco-catolici (1,2%)
     Alte religii (5,91%)
     Necunoscută (10,66%)
Conform recensământului efectuat în 2021, populația comunei Zădăreni se ridică la 2.758 de locuitori, în creștere față de recensământul anterior din 2011, când fuseseră înregistrați 2.495 de locuitori. Majoritatea locuitorilor sunt români (87,78%), cu o minoritate de maghiari (1,12%), iar pentru 10,12% nu se cunoaște apartenența etnică. Din punct de vedere confesional, majoritatea locuitorilor sunt ortodocși (67,08%), cu minorități de penticostali (12,84%), romano-catolici (2,32%), greco-catolici (1,2%) și altele (3,59%), iar pentru 10,66% nu se cunoaște apartenența confesională.

## Politică și administrație
Comuna Zădăreni este administrată de un primar și un consiliu local compus din 11 consilieri. Primarul, Petru Șiclovan[*], de la Partidul Național Liberal, este în funcție din octombrie 2020. Începând cu alegerile locale din 2024, consiliul local are următoarea componență pe partide politice:
|  | Partid                          | Consilieri | Componența Consiliului | Componența Consiliului | Componența Consiliului | Componența Consiliului | Componența Consiliului | Componența Consiliului | Componența Consiliului | Componența Consiliului |
|  | ------------------------------- | ---------- | ---------------------- | ---------------------- | ---------------------- | ---------------------- | ---------------------- | ---------------------- | ---------------------- | ---------------------- |
|  | Partidul Național Liberal       | 8          |                        |                        |                        |                        |                        |                        |                        |                        |
|  | Partidul Social Democrat        | 2          |                        |                        |                        |                        |                        |                        |                        |                        |
|  | Alianța pentru Unirea Românilor | 1          |                        |                        |                        |                        |                        |                        |                        |                        |

## Atracții turistice
- Mănăstirea Hodoș-Bodrog situată în partea nordică a satului Bodrogu Nou, datată în secolul al XII-lea, ce deține o colecție importantă de icoane (sec. XV-XVIII), cărți vechi, manuscrise, argintărie și obiecte romane.
- Valea Mureșului
- Lunca Mureșului Inferior (sit SCI)